# Moussa Djenepo
Moussa Djenepo, né le 15 juin 1998 à Bamako au Mali, est un footballeur international malien qui joue au poste d'ailier au Standard de Liège.

## Biographie

### En club

#### Standard de Liège
Moussa Djenepo rejoint le Standard de Liège, prêté avec option d'achat par le club malien du Yeelen Olympique basé à Bamako. Le 30 mai 2017, le Standard de Liège active sa clause de rachat, faisant de Djenepo un membre permanent de l'équipe. Le 27 août 2017, il fait ses débuts professionnels avec le Standard de Liège lors d'une défaite face au Club Bruges KV. Le 17 mars 2018, il participe à la victoire 1-0 contre le KRC Genk en finale de la coupe de Belgique en entrant au jeu pendant les prolongations en remplacement de Mehdi Carcela.
Le 27 juillet 2018, lors de la première journée de championnat de la Pro League, Moussa Djenepo ouvre le score face au KAA Gent où il est titularisé pour la première fois et inscrit son premier but dans le Stade de Sclessin sur une superbe passe décisive de Paul-José M'Poku. 
Il inscrit son premier doublé pour le Standard de Liège le 30 septembre 2018 lors d'un déplacement au KV Ostende (victoire 1-3).

#### Southampton
En été 2019, après la coupe d'Afrique des nations, il signe pour Southampton en Premier League anglaise avec un transfert estimé à 15,7 millions d'euros. Aussitôt arrivé, Djenepo se fait un nom de par sa capacité à perforer les défenses adverses. Il marque coup sur coup deux buts en trois apparitions seulement en Premier League dont le but du mois de septembre à la suite d'une série de dribbles en solo pour donner la victoire aux Saints sur la pelouse de Sheffield United. Il se blesse pendant quelques semaines, cela joue négativement sur les performances de Southampton.

#### Standard de Liège (2)
Après quatre saisons passées à Southampton qui descend en Championship (division 2), il revient le 5 septembre 2023 dans le club belge où il a commencé sa carrière professionnelle : le Standard de Liège. Le transfert est estimé à 3,5 millions d'euros et son contrat porte sur trois saisons. Il est titulaire et crédité d'une excellente rencontre lors de son premier match de la saison le 17 septembre 2023 au KAS Eupen où les Rouches remportent leur première victoire (1-3) de la saison. Par la suite, il réalise une saison en dents de scie, devant aussi accomplir sur le flanc gauche un travail défensif dans un système 3-5-2 qu'il ne lui convient pas énormément. Sous les ordres d'Ivan Leko, il est moins souvent titulaire en seconde partie de la saison.

#### Prêt à Antalyaspor
N'entrant plus dans les plans de l'entraineur Ivan Leko, il est prêté avec option d'achat le 30 juin 2024 en Turquie à Antalyaspor. Il joue son premier match de SüperLig le 10 août et inscrit son premier but ainsi qu'un premier assist deux semaines plus tard contre Hatayspor (victoire 3-2). Face à des retards de paiement, il doit réclamer ses salaires via un huissier et est mis un moment à l’écart avant de réintégrer le noyau. Le club turc ne lève pas l’option d’achat.

### En équipe nationale
Djenepo est international avec l'équipe du Mali des moins de 20 ans, avec laquelle il participe à la Coupe d'Afrique des nations des moins de 20 ans en 2017. Lors de cette compétition, il délivre une passe décisive contre la Zambie.
Le 6 octobre 2017, il fait ses débuts avec le Mali lors d'un match contre la Côte d'Ivoire. Ce match nul et vierge rentre dans le cadre des éliminatoires du mondial 2018.
Il participe à la coupe d'Afrique des nations 2019 en Egypte en tant que titulaire dans une équipe jeune et très talentueuse. Djenepo se révéla aux yeux de l'Afrique et du monde par ses accélérations et sa capacité à faire des différences balle aux pieds. Malheureusement par manque d’efficacité, le Mali se fait éliminer au stade des huitième de finale par une équipe de Côte d'Ivoire réaliste.

## Style de jeu
Djenepo est un joueur imprévisible. Il peut dribbler dans un petit périmètre plusieurs joueurs avec une facilité déconcertante. Cette qualité fait de lui une menace pour n'importe quelle défense. Son point d'amélioration est sans doute sa concentration dans le dernier geste et devant le but, afin de marquer plus et donner davantage de passes décisives.

## Statistiques
| Saison                | Club                  | Championnat           | Championnat | Championnat | Coupe(s) nationale(s) | Coupe(s) nationale(s) | Supercoupe | Supercoupe | Compétition(s) continentale(s) | Compétition(s) continentale(s) | Compétition(s) continentale(s) | Total | Total |
| Saison                | Club                  | Division              | M.          | B.          | M.                    | B.                    | M.         | B.         | Comp.                          | M.                             | B.                             | M.    | B.    |
| 2016-2017             | Standard de Liège     | Division 1A           | 0           | 0           | 0                     | 0                     | 0          | 0          | C3                             | 0                              | 0                              | 0     | 0     |
| 2017-2018             | Standard de Liège     | Division 1A           | 17          | 1           | 5                     | 0                     | -          | -          | -                              | -                              | -                              | 22    | 1     |
| 2018-2019             | Standard de Liège     | Division 1A           | 32          | 8           | 0                     | 0                     | 1          | 0          | C1+C3                          | 1+5                            | 0+3                            | 39    | 11    |
| Sous-total            | Sous-total            | Sous-total            | 49          | 9           | 5                     | 0                     | 1          | 0          | -                              | 1+5                            | 0+3                            | 61    | 12    |
| Total sur la carrière | Total sur la carrière | Total sur la carrière | 49          | 9           | 5                     | 0                     | 1          | 0          | -                              | 1+5                            | 0+3                            | 61    | 12    |

## Palmarès
- Standard de Liège
  - Coupe de Belgique
    - Vainqueur : 2018

  - Supercoupe de Belgique
    - Finaliste : 2018

  - Championnat de Belgique
    - Vice-champion : 2018